# John Dowland
John Dowland   (Londres, 2 de gener de 1563 - Londres, febrer 1626 (Julià) (<20 de febrer de 1626 (Julià))) va ser un compositor i llaütista nascut a Anglaterra o Irlanda el 1563 i va morir al voltant del 19 o 20 de febrer de 1626 (va ser enterrat el 20 de febrer de 1626).

## Biografia
Poc se sap de la primera part de la vida de John Dowland; va néixer, segons l'historiador Thomas Fuller, a Westminster, o, segons el musicòleg W.H. Grattan Flood, a Dalkey, prop de Dublín, al Regne d'Irlanda, però cap d'aquestes hipòtesis proporciona proves concloents.
De 1579 a 1584, va estar al servei de Sir Henry Cobham, ambaixador anglès a la cort francesa, a París, i després del seu successor, Sir Edward Stafford. Va optar pel catolicisme. El 1584 va tornar a Anglaterra, on es va casar. Es va llicenciar en música al Christ Church College de la Universitat d'Oxford el 1588.
Es va postular sense èxit per succeir a John Johnson, lutista de la reina d'Anglaterra; segons ell, la seva candidatura hauria estat rebutjada per la seva conversió al catolicisme. Tanmateix, la seva conversió no s'havia fet pública i, aleshores, ser catòlic no li va impedir ser músic de la cort a Anglaterra (és sobretot el cas de William Byrd). A continuació es va quedar a Kassel (va beneficiar del mecenatge de Maurici I de Hessen-Kassel), Venècia, Florència i Nuremberg. A finals de 1596 o principis de 1597 va tornar a Londres, on va tornar a esperar ser contractat com a lutista de la cort. Però el seu amic i benefactor Henry Noel va morir poc després d'escriure-li demanant-li que tornés a Londres. El 1597 va publicar el seu Primer llibre de Songes i Ayres (cançons amb acompanyament de llaüt).
Des de novembre de 1598 fins a 1606, va ser lutista a la cort del rei Cristià IV de Dinamarca.; va ser durant aquest període quan va publicar la seva obra més famosa, les Lachrimæ, o set llàgrimes (1604), set pavanes per a cinc violes i un llaüt, basada en l'aire Flow My Tears.. Després va tornar a Anglaterra, on va treballar durant uns anys per un cortesà anomenat Theophilus Howard, Lord Walden; Dowland li va dedicar el seu llibre de cançons A Pilgrimes Solace (1612). Finalment, el 1612, va obtenir l'anhelat lloc de músic per al llaüt a la cort reial d'Anglaterra. Després d'això, gairebé no va compondre. Va rebre el seu darrer sou com a músic de cort el 20 de gener de 1626, i està enterrat a l'església de St Ann Blackfriars, de Londres el 20 de febrer.

## El tema
L'obra musical de Dowland inclou peces cantades amb acompanyament de llaüt, salms, obres per a llaüt sol i per a conjunt de violes ("consort de violes") amb acompanyament de llaüt.
La seva obra instrumental més coneguda, Lachrimæ o Seven Teares Figured in Seven Passionate Pavans és un grup de set pavanes per a cinc violes (d'aquí 5 parts instrumentals) amb un llaüt que suporta aquesta polifonia, cadascuna d'elles basada en Flow My Tears. Aquesta peça es va convertir en una de les més conegudes de la música per a conjunt instrumental d'aquest període. La seva pavana Lachrymæ antiquæ també va ser un dels grans èxits del segle xvii.
Les peces cantades de Dowland tracten diferents temes. Musicalment, es tracta principalment de cançons estròfiques, més rarament peces de composició contínua (durchkomponiert en alemany), és a dir compostes de principi a fi, ja que no trobem les fórmules simplement reproduïdes d'estrofa en estrofa. L'acompanyament és en gran part homophonique, enriquit però per nombrosos ornaments. Algunes melodies, com Flow My Tears o Oh, sweet woods també contenen passatges polifònics de composició contínua (durchkomponiert), però la polifonia es manté dins dels límits del que es pot tocar amb el llaüt. La manera de declamar el text el deixa permanentment distint i comprensible, i s'utilitzen ornaments com a elements expressius.
Les obres instrumentals de Dowland tenen una importància especial. Les seves composicions per a conjunt de violes de gamba amb acompanyament de llaüt marquen en la història de la música europea un primer punt àlgid en el desenvolupament de la música instrumental independent de la veu.
La música de Dowland expressa sovint la malenconia, un sentiment molt present en la música d'aquesta època. També va escriure una peça per a consort el títol de la qual podria, segons alguns, resumir la seva obra. Es titula, en llatí: Semper Dowland, semper dolens. Aquest estat d'ànim malenconiós es destaca per una harmonització rica en colors i dissonàncies.
No obstant això, cal no oblidar altres peces més humorístiques, com My Lord Chamberlain, His Galliard, un invent per a dos llaütistes que toquen amb un sol llaüt. Utilitza el ritme de la dansa anomenada gallarda.

## Obres
John Dowland deixa un catàleg de 220 obres. Aquesta llista es limita a les composicions publicades per Dowland. Segueix l'obra completa per a llaüt sol, les peces de la qual es poden trobar en diverses col·leccions, de vegades col·lectives.

### Llibre sencer de salms (1592)
Publicat per Thomas Est el 1592, The Whole Booke of Psalmes conté obres de deu compositors, incloses sis peces de Dowland.
1. Put me not to rebuke, O Lord (salm 38)
2. All people that on earth do dwell (salm 100)
3. My soul praise the Lord (salm 104)
4. Lord to thee I make my moan (salm 130)
5. Behold and have regard (salm 134)
6. A Prayer for the Queens most excellent Maiestie

### Nou llibre de tabulació (1596)
El New Booke of Tabliture publicat per William Barley el 1596 conté set peces per a llaüt sol de Dowland.

### Lamentació Henrici Noel (1596)
Obres escrites per al cor de l'Abadia de Westminster.
1. The Lamentation of a sinner
2. Domine ne in furore (salm 6)
3. Miserere mei Deus (salm 51)
4. The humble sute of a sinner
5. The humble complaint of a sinner
6. De profundis (salm 130)
7. Domine exaudi (salm 143)

Tres obres són d'atribució dubtosa:
1. Ye righteous in the Lord
2. An heart that's broken
3. I shame at my unworthiness

### Primer llibre de cançons (1597)
Dowland va publicar The First Booke of Songes or Ayres a Londres el 1597. És una de les col·leccions més importants i influents de la història de la música de llaüt.
La col·lecció conté 21 ayres i cançons:
1. Unquiet thoughts
2. Who euer thinks or hopes of loue for loue
3. My thoughts are wingd with hopes
4. If my complaints could passions moue
5. Can she excuse my wrongs with vertues cloake
6. Now, O now, I needs must part
7. Deare if you change ile neuer chuse againe
8. Burst forth my teares
9. Go Cristall teares
10. Thinkst thou then by thy faining
11. Come away, come sweet loue
12. Rest awhile you cruell cares
13. Sleepe wayward thoughts
14. All ye whom loue of fortune hath betraide
15. Wilt though vnkind thus reaue me of my hart
16. Would my conceit that first enforst my woe
17. Come again: sweet loue doth now enuite
18. His goulden locks time hath to siluer turnd
19. Awake sweet loue thou art returned
20. Come heauy sleepe
21. Awaie with these selfe louing lads

### Segon llibre de cançons (1600)
Dowland publica The Second Booke of Songs o Ayres el 1600
La col·lecció conté 21 ayres i cançons, algunes amb més d'una part:
1. I saw my Lady weepe
2. Flow my teares fall from your springs
3. Sorow sorow stay, lend true repentant teares
4. Dye not before thy day
5. Mourne, mourne, day is with darknesse fled
6. Tymes eldest sonne, old age the heire of ease, primera part
7. Then sit thee downe, and say thy Nunc demittis, segona Part
8. When others sings Venite exultemus, tercera part
9. Praise blindnesse eies, for seeing is deceipt
10. O sweet woods, the delight of solitarienesse
11. If fluds of teares could clense my follies past
12. Fine knacks for Ladies, cheap, choise, braue and new
13. Now cease my wandring eyes
14. Come ye heavie states of night
15. White as Lillies was hir face
16. Wofull heart with griefe oppressed
17. A Sheperd in a shade his plaining made
18. Faction that euer dwells in court
19. Shall I sue, shall I seeke for grace
20. Finding in fields my Siluia all alone (Toss not my soul)
21. Cleare or Cloudie sweet as Aprill showring
22. Humor say what makst thou heere
23. Dowland's Adieu for Master Oliver Cromwell

### Tercer llibre de cançons (1603)
El tercer i últim llibre de cançons o Ayres es va publicar el 1603
La col·lecció conté 21 ayres i cançons (cançons):
1. Farewell too faire
2. Time stands still
3. Behold the wonder heere
4. Daphne wast not so chaste as she was changing
5. Me me and none but me
6. When Phoebus first did Daphne loue
7. Say loue if euer thou didst finde
8. Flow not so fast ye fountaines
9. What if I neuer speede
10. Loue stood amaz'd at sweet beauties paine
11. Lend your eares to my sorrow good people
12. By a fountaine where I lay
13. Oh what hath ouerwrought my all amazed thought
14. Farewell vnkind farewell
15. Weepe you no more sad fountaines
16. Fie on this faining, is loue without desire
17. I must complaine, yet doe enioy
18. It was a time when silly Bees could speake
19. The lowest trees haue tops
20. What poore Astronomers are they
21. Come when I call, or tarrie till I come

### Lachrimae (1604)
Lachrimæ, o Set Teares, publicat el 1604, conté les set pavanes per a consort de violes i llaüt dels Lachrimæ i 14 composicions addicionals per a la mateixa formació, inclosa la famosa Semper Dowland semper Dolens.
1. Lachrimae Antiquae
2. Lachrimae Antiquae Nouae
3. Lachrimae Gementes
4. Lachrimae Tristes
5. Lachrimae Coactae
6. Lachrimae Amantis
7. Lachrimae Verae
8. Semper Dowland semper Dolens (P. 9)
9. Sir Henry Vmptons Funeral
10. M. Iohn Langtons Pauan
11. The King of Denmarks Galiard (P. 40)
12. The Earle of Essex Galiard
13. Sir Iohn Souch his Galiard
14. M. Henry Noell his Galiard
15. M. Giles Hoby his Galiard
16. M. Nicho. Gryffith his Galiard
17. M. Thomas Collier his Galiard with two trebles
18. Captaine Piper his Galiard (P. 19)
19. M. Bucton his Galiard
20. Mrs Nichols Almand
21. M. George Whitehead his Almand

### Micrologus (1609)
Dowland publica una traducció de Micrologus d'Andreas Ornithoparcus, publicada originalment a Leipzig el 1517

### Varietie of Lute-Lessons (1610)
Varietie of Lute-Lessons publicada per Robert Dowland, fill de John, el 1610, conté una peça per a llaüt sol de John Dowland.

### Musicall Banquet (1611)
A Musicall Banquet publicat per Robert Dowland, fill de John, el 1610, conté tres cançons de John Dowland.
1. Farre from triumphing Court
2. Lady if you so spight me
3. In darknesse let me dwell

### A Solace Pilgrims (1612)
L'última publicació de John Dowland, A Pilgrimes Solace va aparèixer el 1612 i conté més madrigals que simples ayres. El contrapunt és molt més present aquí que en col·leccions anteriors.
1. Disdaine me still, that I may euer loue
2. Sweete stay a while, why will you?
3. To aske for all thy loue
4. Loue those beames that breede
5. Shall I striue with wordes to moue
6. Were euery thought an eye
7. Stay time a while thy flying
8. Tell me true Loue
9. Goe nightly, cares the enemy to rest
10. From silent night, true register of moanes
11. Lasso vita mia, mi fa morire
12. In this trembling shadow
13. If that a Sinners sighes be Angels food
14. Thou mighty God
15. When Dauids life by Saul
16. When the poore Criple
17. Where Sinne sore wounding
18. My heart and tongue were twinnes
19. Up merry Mates, to Neptunes praise
20. Welcome black night
21. Cease these false sports
22. A Galliard to Lachrimae

### Música per a llaüt
| Fantasies - Fantasia, P. 1 & P. 1a - Forlorn Hope Fancy, P. 2 - Farwell, P. 3 - Farwell (an "In Nomine"), P. 4 - A Fancy, P. 5 - A Fancy, P. 6 - A Fancy, P. 7 - A Fantasia, P. 71 - A Fancy, P. 72 - A Fancy, P. 73 Pavanes - Mayster Pypers Pavyn, P. 8 - Semper Dowland Semper Dolens, P. 9 - Solus Cum Sola, P. 10 - Mrs. Brigide Fleetwood's Pavan (Solus sine sola), P. 11 - Dr. Case's Pavan, P. 12 - Resolution ou Dowland's Adew for Master Oliver Cromwell, P. 13 - Sir John Langton's Pavan, P. 14 & P. 14a - Lachrimæ, P. 15 - A Pavan, P. 16 - The Lady Russell's Pavan, P. 17 - A Pavan, P. 18 - A Dream (Lady Leighton Paven), P. 75 - Pavana, P. 94 Gaillardes - Captain Digorie Piper, his Galliard, P. 19 - Dowland’Galliard, P. 20 - Capitain Candishe his Galyard, P. 21 - Dowland's First Galliard, P. 22 - The Frog Galliard, P. 23 & P. 23a - A Gailliard, P. 24 - Melancholy Galliard, P. 25 - Sir John Souch's Galliard, P. 26 - A Galliard, P. 27 - A Gaillard (sur une gaillarde de Daniel Bacheler), P. 28 - Giles Hobie's Galliard, P. 29 - A Gaillard, P. 30 - A Gaillard (sur "Walsingham"), P. 31 - Mrs. Vaux Galliard, P. 32 - Mr. John Langton's Galliard, P. 33 - Mignarda, P. 34 - A Galliard, P. 35 - Mr. Knight's Galliard, P. 36 - My Lord Chamberlain, his Galliard, P. 37 (per dox llauts) - The Right Honourable The Lord Viscount Lisle His Galliard, P. 38 - Round Battle Galliard, P. 39 - The Most High and Mighty Christianus The Fourth King of Denmark, His Galliard, P. 40 - The Most Sacred Queen Elizabeth, Her Galliard, P. 41 - Can she excuse, P. 42 - The Right Honourable Robert Earl of Essex, His Galliard, P. 42a - The Right Honourable The Lady Rich, Her Galliard, P. 43 & P. 43a - The Right Honourable Ferdinando Earl of Derby, His Galliard, P. 44 & P. 44a - The Right Honourable The Lady Clifton's Spirit, P. 45 - Galliard to Lachrimæ, P. 46 - Galliard, P. 76 - Hasellwoods Galliard, P. 84 (potser escrita per Anthony Holborne) - Captayne Pipers Galliard, P. 88 - The Earl of Essex Galliard, P. 89 - Suzanna Galliard, P. 91 - Galliard (a "Awake Sweet Love"), P. 92 - The Queenes Galliard, P. 97 - Gagliarda, P. 103 - A Galliard, P. 104 | Alamandes - Sir John Smythes, his Almain, P. 47 - The Lady Laiton's Almain, P. 48 - An Almain, P. 49 - Mrs. White's Thing, P. 50 - A Piece Without Title, P. 51 - Mrs. Nichols' Almain, P. 52 - Mrs. Clifton's Almain, P. 53 - Lady Hunsdon's Puffe, P. 54 - An Almand, P. 96 slides i altres peces en 6/8 - Mrs. Winter's Jump, P. 55 - Mrs. White's Nothing, P. 56 - Mrs. Vaux's Jig, P. 57 - The Shoemaker's Wife, a Toy, P. 58 - Tarleton's Resurrection, P. 59 - Tarleton's Willy ou Tarleton's Jig, P. 81 Arranjament d'una cançó - Come Again, P. 60 Arranjaments i balades - Orlando Sieepeth, P. 61 - Fortune my foe, P. 62 - Complainte, P. 63 - Go from My Window, P. 64 - Lord Strang's March, P. 65 - My Lord Willoughby's Welcome Home, P. 66 (per dos llauts) & P. 66a - Walsingham, P. 67 - Aloe, P. 68 - Loth to Departe, P. 69 - Sweet Robyne ou Robin is to the Greenwood Gone, P. 70 - Une jeune fillette, P. 93 Peces atribuides a Dowland: - Mrs. Norrish's Delight, P. 77 - A Piece Without Title, P. 78 - What If a Day, P. 79 - A Coy Toy, P. 80 - La Mia Barbara, P. 95 - Preludium, P. 98 - Mr. Dowland's Midnight, P. 99 - Coranto, P. 100 - As I went to Walsingham - Pavana (1622) - Pavana Dowlandi Angli - Mounsieur's Almaine - Sir Henry Guilforde, his Almaine - Sir Henry Umptons Funerall - Squires Galliard |

## Ús contemporani de les seves obres
La música de Dowland és un tema recurrent als llibres de ciència-ficció de Philip K. Dick. També s'esmenta moltes vegades a The Time We Singed de l'autor estatunidenc Richard Powers. L'escriptor japonès Haruki Murakami al 1Q84 també fa al·lusió a aquest compositor.
El cantant Sting va cobrir les composicions de Dowland al seu àlbum Songs From The Labyrinth (2006).